# Trophée Antonietto Rancilio
Le Trophée Antonietto Rancilio (en italien : Trofeo Antonietto Rancilio) est une course cycliste italienne disputée au mois de juin à Parabiago, en Lombardie. Créée en 1984, cette compétition rend hommage à l'ancien entrepreneur italien Antonietto Rancilio, spécialisé dans le domaine du café,. Elle fait partie du calendrier national de la Fédération cycliste italienne. 
Depuis 2017, le Trophée comporte une autre épreuve pour les cyclistes féminines. 

## Palmarès

### Hommes
| Année | Vainqueur                | Deuxième              | Troisième          |
| ----- | ------------------------ | --------------------- | ------------------ |
| 1984  | Giuseppe Calcaterra      | Walter Brugna (en)    | Roberto Saronni    |
| 1985  | Giuseppe Pagnoncelli     | Angelo Cortini        | Marco Belotti      |
| 1986  | Enrico Pezzetti          | Angelo Savoia         | Marco Saligari     |
| 1987  | Enrico Pezzetti          | Antonio Magri         | Giuseppe Citterio  |
| 1988  | Maurizio Tomi            | Giordano Ghilardi     | Ilario Guzzi       |
| 1989  | Gianvito Martinelli (en) | Mario Radaelli        | Luca Zanotti       |
| 1990  | Giovanni Lombardi        | Fausto Oppici         | Angelo Colini      |
| 1991  | Giovanni Lombardi        | Maurizio Tomi         | Ermanno Tonoli     |
| 1992  | Maurizio Tomi            | Enrico Pezzetti       | Federico Paris     |
| 1993  | Michele Zamboni          | Giuseppe Ghilardi     | Mario Traversoni   |
| 1994  | Ermanno Brignoli         | Roberto Ferrario      | Fausto Opicci      |
| 1995  | Mario Traversoni         | Antonio Tonoli        | Fabio Sacchi       |
| 1996  | Mauro Zinetti            | Simone Zucchi         | Cristian Bianchini |
| 1997  | Fabio Borgonovo          | Riccardo Ferrari      | Daniele Zerbetto   |
| 1998  | Giorgio Bosisio          | Luigi Giambelli       | Gianluca Pullano   |
| 1999  | Nicola Chesini           | Maurizio La Falce     | Ivan Tonelli       |
| 2000  | Cristian Orsini          | Maurizio La Falce     | Stefano Chiari     |
| 2001  | Stefano Cavallari        | Alessio Ciro          | Sebastiano Scotti  |
| 2002  | Danilo Napolitano        | Paride Grillo         | Sauro Bembo        |
| 2003  | Mattia Gavazzi           | Giacomo Vinoni        | Paride Grillo      |
| 2004  | Paride Grillo            | Mauro Ruscitti        | Mattia Gavazzi     |
| 2005  | Marco Giuseppe Baro      | Manuel Donte          | Denis Sosnovchenko |
| 2006  | Marco Giuseppe Baro      | Ricardo Escuela       | Enrico Rossi       |
| 2007  | Matteo Scaroni           | Andriy Buchko         | Vitaliy Buts       |
| 2008  | Andrea Guardini          | Alessandro Bernardini | Edoardo Costanzi   |
| 2009  | Michele Gobbi            | Luke Rowe             | Matteo Mammini     |
| 2010  | Andrea Guardini          | Alberto Gatti         | Nicola Ruffoni     |
| 2011  | Cristian Rossi           | Andrea Menapace       | Marco Zanotti      |
| 2012  | Nicola Ruffoni           | Marco Benfatto        | Nicolas Marini     |
| 2013  | Mattia Marcelli          | Nicola Ruffoni        | Alessandro Forner  |
| 2014  | Jakub Mareczko           | Caleb Ewan            | Simone Consonni    |
| 2015  | Alexander Edmondson      | Riccardo Minali       | Michele Zanon      |
| 2016  | Matteo Alban             | Leonardo Moggio       | Jalel Duranti      |
| 2017  | Gianmarco Begnoni        | Enrico Zanoncello     | Alessio Brugna     |
| 2018  | Alberto Dainese          | Leonardo Fedrigo      | Mattia De Mori     |
| 2019  | Alessio Brugna           | Ahmed Galdoune        | Leonardo Marchiori |
| 2020  | annulé                   | annulé                | annulé             |
| 2021  | Matteo Zurlo             | Samuele Zambelli      | Valter Ghigino     |
| 2022  | Edoardo Zamperini        | Cristian Rocchetta    | Andrea D'Amato     |
| 2023  | Simone Griggion          | Cristian Rocchetta    | Davide Boscaro     |
| 2024  | Giovanni Zordan          | Gianluca Cordioli     | Tom Martin         |
| 2025  | Lorenzo Magli            | Riccardo Fabbro       | Filippo Dignani    |

### Femmes
| Année | Vainqueur          | Deuxième                  | Troisième           |
| ----- | ------------------ | ------------------------- | ------------------- |
| 2017  | Debora Silvestri   | Elena Pisu                | Giorgia Vettorello  |
| 2018  | Katia Ragusa       | Francesca Pattaro         | Arianna Fidanza     |
| 2019  | Lisa Morzenti      | Silvia Pollicini          | Rachele Barbieri    |
| 2020  | annulé             | annulé                    | annulé              |
| 2021  | Rachele Barbieri   | Maria Giulia Confalonieri | Eleonora Gasparrini |
| 2022  | Valentina Basilico | Emanuela Zanetti          | Anastasia Carbonari |
| 2023  | Silvia Zanardi     | Silvia Magri              | Carmela Cipriani    |
| 2024  | Milena Del Sarto   | Emanuela Zanetti          | Virginia Iaccarino  |
| 2025  | Linda Ferrari      | Noemi Eremita             | Emanuela Zanetti    |